# Basílica Semprônia
A Basílica Semprônia (português brasileiro) ou Semprónia (português europeu) era uma estrutura que ficava no Fórum Romano durante o período republicano. Era uma das quatro basílicas que compunham o Fórum original, juntamente com a Basílica Pórcia, a Basílica Emília e a Basílica Opímia, e foi a terceira a ser construída. Embora as escavações modernas tenham revelado restos da basílica e também das estruturas que originalmente ficavam no local, hoje em dia nada disto pode ser visto no Fórum.

## Construção
Escavações da basílica revelaram que ela provavelmente foi construída utilizando tijolos de tufo, o método mais comum na construção de edifícios da época. Áreas mais frágeis podem ter sido reforçadas com blocos de travertino e a fachada inteira provavelmente foi revestida de estuque para esconder a alvenaria e para fins decorativos. A cobertura provavelmente era similar a dos antigos templos romanos e teria sido composta por treliças e vigas de madeira. O exterior da cobertura provavelmente era coberto por telhas para protegê-la dos elementos e o interior seria escondido por caixotões, de menor peso, finalizados com estuque.

## História
A Basílica Semprônia foi construída em 169 a.C. por Tibério Semprônio Graco, um político que foi eleito censor na época da construção. No local estava antes a casa de Cipião Africano e diversos pequenos comércios, o que gerou a crença de que as terras antes pertencentes a Cipião teriam sido herdadas por Tibério em 184 a.C. quando ele morreu, pois Tibério era casado com a filha dele, Cornélia Africana.
Em 54 a.C., a Basílica Semprônia foi demolida por Júlio César para abrir espaço para sua Basílica Júlia.